# Mariano Barbacid
Mariano Barbacid Montalbán, né le 4 octobre 1949, est un biochimiste espagnol.